# Мосаб Бальхус
Мосаб Бальхус (араб. مصعب بلحوس, нар. 5 жовтня 1983, Хомс) — сирійський футболіст, воротар клубу «Аль-Карама». Відомий за виступами в низці сирійських клубів, оманському клубі «Дофар», а також у складі збірної Сирії.

## Клубна кар'єра
Мосаб Бальхус народився в Хомсі. У 2002 року розпочав виступи в місцевій команді «Аль-Карама», в якій провів дев'ять сезонів. Протягом цього часу він чотири рази ставав чемпіоном Сирії та чотири ставав володарем Кубка країни. У сезоні 2011—2012 року Бальхус на правах оренди грав у складі клубу «Аль-Вахда» з Дамаска, в складі якого знову став володарем Кубка, а в сезоні 2012—2013 років він захищав ворота іншого столичного клубу «Аш-Шурта», в складі якого став чемпіоном країни.
У 2013 році Мосаб Бальхус став гравцем оманського клубу «Дофар», в якому грав протягом 3 років. У 2016 році Бальхус повернувся до складу свого рідного клубу «Аль-Карама».

## Виступи за збірну
2006 року Мосаб Бальхус дебютував в офіційних матчах у складі національної збірної Сирії. У складі збірної був учасником кубка Азії з футболу 2011 року у Катарі.